# IC 3845
IC 3845 је појединачна звијезда у сазвјежђу Ловачки пси која се налази на листи објеката дубоког неба у Индекс каталогу.
Деклинација објекта је + 38° 37' 7" а ректасцензија 12h 52m 8,7s.